# Neerakkers (Mierlo)
Neerakkers is een wijk in het zuidoosten van Mierlo in de gemeente Geldrop-Mierlo. De wijk bestaat uit twee delen: Neerakkers I en Neerakkers II. Beide delen worden gescheiden door de ringweg van Mierlo, de Santheuvel-Oost. 

## Neerakkers I
Neerakkers I ligt ten westen van de Santheuvel. De wijk is rond 1980 aangelegd en bestaat voornamelijk uit rijtjeshuizen. De straatnamen hebben als thema kruidachtige planten, zoals de Dalkruid, de Meidoorn, de Weegbree en de Zonnedauw.

## Neerakkers II
Neerakkers II ligt ten oosten van de Santheuvel. De wijk is rond 1990 aangelegd. Ook deze wijk bestaat voornamelijk uit rijtjeshuizen. Opvallend zijn de Zaanse huizen aan de Meester van Busselstraat. Het thema van de straatnamen is bomen in het noordelijke deel en granen in het zuidelijke deel. In het zuiden van de wijk ligt de Basisschool Sint Lucia. 